# Winnie Nanyondo
Winnie Nanyondo, née le 23 août 1993 à Mulago (en), est une athlète ougandaise, spécialiste du 800 mètres.

## Biographie
En mars 2014, Winnie Nanyondo décroche l'or aux championnats du monde universitaires de cross country en bouclant une course de 6 kilomètres et une altitude de 1 200 mètres en 20 min 33 s 77.
Elle se classe troisième du Meeting Herculis 2014 à Monaco et descend pour la première fois de sa carrière sous les 2 minutes au 800 m avec le temps de 1 min 58 s 63. En août 2014, elle remporte la médaille de bronze des Jeux du Commonwealth, à Glasgow.
Elle se classe 4e des championnats du monde 2019 à Doha sur 800 m.

## Palmarès
| Date | Compétition                   | Lieu             | Résultat | Épreuve | Temps         |
| ---- | ----------------------------- | ---------------- | -------- | ------- | ------------- |
| 2012 | Championnats du monde juniors | Barcelone        | 8e       | 800 m   | 2 min 7 s 23  |
| 2014 | Jeux du Commonwealth          | Glasgow          | 3e       | 800 m   | 2 min 1 s 38  |
| 2014 | Ligue de diamant              | Ligue de diamant | 5e       | 800 m   | détails       |
| 2015 | Jeux africains                | Brazzaville      | 7e       | 800 m   | 2 min 4 s 53  |
| 2018 | Jeux du Commonwealth          | Gold Coast       | 4e       | 800 m   | 2 min 0 s 36  |
| 2018 | Jeux du Commonwealth          | Gold Coast       | 10e      | 1 500 m | 4 min 6 s 05  |
| 2019 | Ligue de diamant              | Ligue de diamant | 3e       | 800 m   | 2 min 00 s 69 |
| 2019 | Ligue de diamant              | Ligue de diamant | 5e       | 1 500 m | 4 min 03 s 08 |
| 2019 | Championnats du monde         | Doha             | 4e       | 800 m   | 1 min 59 s 18 |
| 2019 | Championnats du monde         | Doha             | 11e      | 1 500 m | 4 min 00 s 63 |
| 2022 | Championnats du monde         | Eugene           | 8e       | 1 500 m | 4 min 01 s 98 |

## Records
| Épreuve | Temps         | Lieu   | Date           |
| ------- | ------------- | ------ | -------------- |
| 800 m   | 1 min 58 s 63 | Monaco | 8 juillet 2014 |
| 1 500 m | 3 min 59 s 56 | Rabat  | 16 juin 2019   |